# فرانک فولی
فرانسیس "فرانک" ادوارد فولی (۲۴ نوامبر ۱۸۸۴، هایبرایج، سامرست - ۸ مه ۱۹۵۸، استوربروج، ورکسترایر) یک افسر سرویس مخفی اطلاعات بریتانیا بود. فولی به عنوان مأمور کنترل گذرنامه برای سفارت انگلیس در برلین، " قوانین را دور زد " تا به هزاران خانواده یهودی کمک کند که پس از کریستالنشت و قبل از شروع جنگ جهانی دوم ، از آلمان نازی فرار کنند. از او به عنوان یک قهرمان بریتانیایی در هولوکاست و به عنوان فزدی نیکوکار در سطح بین ملل یاد می‌شود.

## اوایل زندگی
وی فرزند سوم ایزابلا و اندرو وود فولی بود. پدرش یک کارگر راه‌آهن و متولد Tiverton بود. خانواده او در ایرلند شکل گرفت. پس از تحصیل در مدارس محلی در سامرست، فولی بورس تحصیلی کالج استونیهورست، واقع در لنکشیر را دریافت کرد، و در آنجا تحت تعلیم یهودیان قرار گرفت. او سپس به دانشگاه فرانسه در پواتیه رفت تا به مطالعات کلاسیک بپردازد و به عنوان یک کشیش تعلیم ببیند. پس از مدتی، حرفه خود را از کشیشی تغییر داد و به جای آن تصمیم گرفت حرفه ای دانشگاهی را دنبال کند. وی به‌طور گسترده در اروپا سفر کرد و به هر دو زبان فرانسه و آلمانی تسلط یافت.
فولی از کالج نظامی سلطنتی، سانهورست فارغ‌التحصیل شد، و به عنوان سرهنگ دوم در هنگ هرتفوردشایر در ۲۵ ژانویه ۱۹۱۷ مأمور به خدمت شد. در ۲۰ سپتامبر ۱۹۱۷ در حالی که فرماندهی سربازان پیاده‌نظام از هنگ هرتفوردشایر، را داشت به عنوان کاپیتان موقت منصوب شد و بعدها هنگ‌های دوم و ششم گردان شمالی Staffordshire را رهبری کرد.

## پیوستن به سرویس مخفی
داستان فرار او از آلمان و مهارتهای زبانی وی توسط شخصی در دفتر جنگ ذکر شده بود. وی تشویق شد تا به نیروهای اطلاعات بپیوندد. در ۲۵ ژوئیه ۱۹۱۸ فولی به درجهٔ ستوان ارتقاء یافت. در ژوئیه سال ۱۹۱۸ او عضوِ واحدی کوچک شد که مسئولیت استخدام و شبکه سازی مأمورین مخفی در فرانسه، بلژیک و هلند بود. پس از آتش‌بس وی مدت کوتاهی در کمیسیون کنترل نظامی متفقین در کلن خدمت کرد. در ۱۹ آوریل ۱۹۲۰ وی از مقام موقت کاپیتان منصرف شد، و در دسامبر ۱۹۲۱ با درجه کاپیتان از ارتش بازنشسته شد.
پس از پایان مأموریت، به او پیشنهاد شد تا به عنوان رئیس مرکز سرویس مخفی انگلیس (MI6)و با پوشش مأمور کنترل گذرنامه در برلین حضور یابد. در طول دهه‌های ۲۰ و ۳۰، فولی در استخدام مأمورین مخفی و به دست آوردن جزئیات مهمی دربارهٔ متدهای تحقیق و توسعه در ارتش آلمان موفق عمل کرد.
از فولی در درجه اول به عنوان «شیندلر بریتانیایی» یاد می‌شود. وی به عنوان افسر کنترل گذرنامه، به هزاران یهودی کمک کرد تا از آلمان نازی فرار کنند. در جریان محاکمه آدولف آیشمن در سال ۱۹۶۱، او به عنوان اسکارلت پیمپرلن توصیف شد چرا که او جان خود را به خاطر نجات یهودیان توسط نازی‌ها به خطر انداخت. علیرغم اینکه فولی هیچ مصونیت دیپلماتیکی نداشت و ممکن بود هر لحظه دستگیر شود، قوانین را دور می‌زد تا یهودیان بتوانند به شکل «قانونی» به انگلیس یا فلسطین فرار کنند. بعضی اوقات او پا را فراتر می‌گذاشت و به اردوگاه‌های کار می‌رفت تا یهودیان را بیرون بیاورد، سپس آنها را در خانه اش پنهان می‌کرد و به آنها کمک می‌کرد تا گذرنامه‌های جعلی دریافت کنند. یکی از کارمندان امداد یهودی تخمین می‌زند که او «ده‌ها هزار نفر» از مردم را از هولوکاست نجات داد.

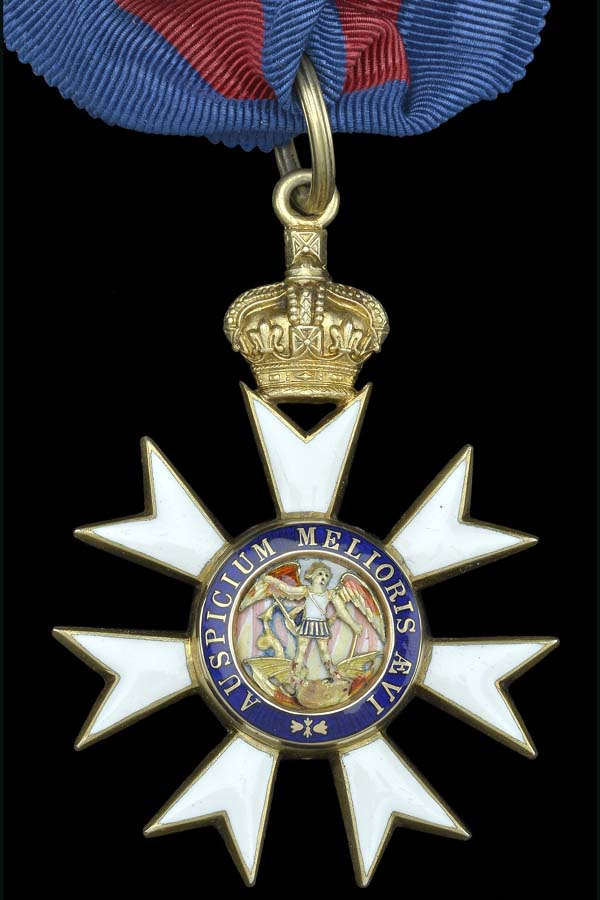
جایزه CMG

## جنگ جهانی دوم
او از سال ۱۹۳۹ تا ۱۹۴۰، یک افسر کنترل گذرنامه در نروژ بود تا زمانی که آلمانی‌ها یه نروژ حمله کردند، به خاطر خدماتش در آن دوره صلیب نروژی شوالیه را دریافت کرد. فولی و مارگارت رید، دستیار وی، در ۹ آوریل ۱۹۴۰ در جریان پیشروی آلمان اسلو را ترک کردند و به لیلهامر و آندلسنس سفر کردند. قبل از ترک اسلو فولی و رید اسناد مربوط به انگلستان را سوزاندند. فولی به فرمانده ارشد نروژ، ژنرال اتو روژ کمک کرد تا با انگلیس تماس بگیرد تا در برابر مهاجم درخواست کمک کند. فولی فرستنده رادیویی مخصوص به خود را داشت که به ژنرال روگ اجازه می‌داد به‌طور مستقل از تلفن‌های نروژ با لندن ارتباط برقرار کند. رید یک متخصص رمزگذاری بود که پیام‌های ارسالی به انگلیس را رمزگذاری می‌کرد. تا زمان رسیدن وزیر سیسیل دورمر در ۱۶ آوریل، فولی به عنوان نماینده انگلیس با مقامات نروژی عمل کرد. فولی و رید در تاریخ ۱ ماه مه توسط با کمک نیروی دریایی انگلیس از مولد خارج شدند. احتمالاً در اندلسنس فولی با مارتین لینگ ملاقات کرد که به عنوان افسر واسط فعالیت می‌کرد.
در تاریخ ۱ ژانویه ۱۹۴۱، از وی به عنوان کاپیتان و به خاطر خدمات خود به وزارت امور خارجه مورد تقدیر قرار گرفت. در سال ۱۹۴۱، وی وظیفه داشت از معاون هیتلر، رودولف هس پس از پرواز هس به اسکاتلند سؤال کند. بعد از اینکه هس در سال ۱۹۴۲ در بیمارستان بستری شد، فولی به منظور هماهنگی MI5 و MI6 در شبکه ای از عوامل دوگانه، سیستم Double Cross System را ایجاد کرد.

## اواخر زندگی
او خیلی زود پس از جنگ، تحت پوشش دستیار بازرس شعبه ایمنی عمومی کمیسیون کنترل در آلمان، به برلین بازگشت، جایی که درگیر شکار جنایتکاران جنگ سابق SS شد.
در سال ۱۹۴۹، فولی بازنشسته شد و به استاوربریج رفت و در آنجا در سال ۱۹۵۸. درگذشت وی در قبرستان استوربروج دفن شده‌است. در ۲۷ آوریل ۱۹۶۱، روزنامه دیلی میل داستانی را به قلمِ همسر او منتشر کرد که نشان می‌داد، فولی برای نجات یهودیان هر چه توانسته بود انجام داد. هنگامی که هیچ راه حلی برای ارائهٔ ویزای انگلیس نداشت، وی با دوستانی که در سایر سفارتخانه‌های کشورهای دیگر کار می‌کردند تماس می‌گرفت و از آن‌ها می‌خواست تا آن‌ها ویزای کشور خود را صادر کنند.

## پانویس

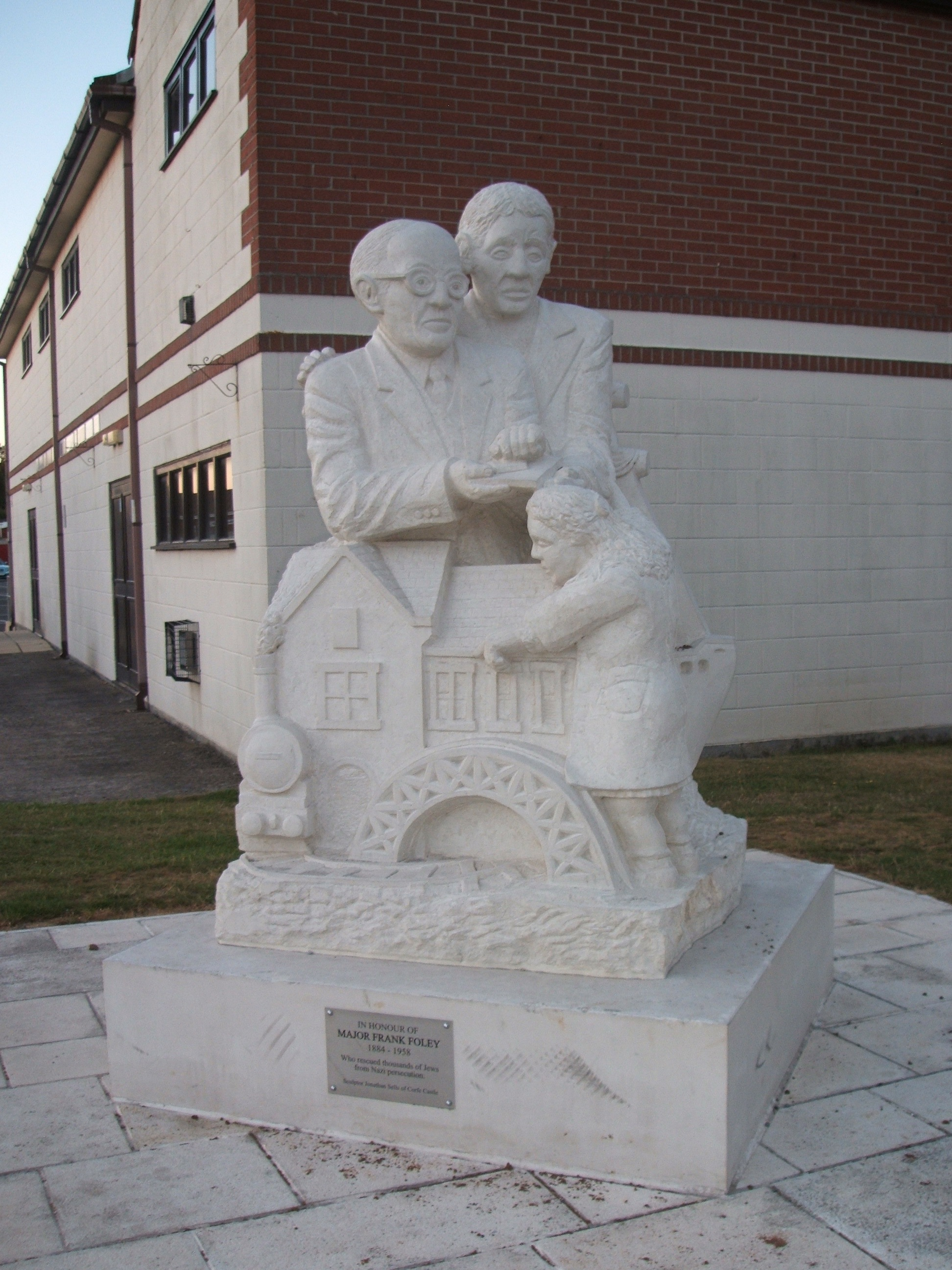
مجسمه فرانک فولی در Highbridge, Somerset